# Kościół św. Antoniego w Zielonej Górze
Kościół pw. św. Antoniego w Zielonej Górze–Jarogniewicach – rzymskokatolicki kościół filialny należący do parafii św. Anny w Broniszowie, w dekanacie Kożuchów diecezji zielonogórsko-gorzowskiej. Kościół znajduje się w dawnej wsi Jarogniewice, od 2015 roku znajdującej się w granicach Zielonej Góry.

## Architektura
Jest to świątynia wzniesiona w latach 1749-1750, posiadająca konstrukcję szachulcową. W 1857 roku została obmurowana cegłą i wzmocniona. Kościół został zbudowany na planie ośmiokąta o wymiarach 22 x 15,3 m. Wnętrze budowli jest salowe, znajdują się w nim: chóry, ambona i ołtarz. Świątynia nakryta jest dachem wielospadowym z latarnią.